# Yūta Koike
Yūta Koike (小池 裕太?, Koike Yūta; Prefettura di Tochigi, 6 novembre 1996) è un calciatore giapponese, difensore del Vissel Kōbe.

## Carriera
Cresciuto nei settori giovanili di Anhelo Utsunomiya e Albirex Niigata, dal 2015 al 2018 gioca con la rappresentativa dell'Università di Ryūtsū Keizai. Nel 2016 viene ceduto in prestito ai Kashima Antlers, dove però riesce solamente a disputare un incontro nella Coppa di Lega giapponese. Il 21 agosto 2018 viene acquistato dai belgi del Sint-Truiden. Dopo non aver disputato incontri ufficiali con il club belga, il 26 marzo 2019 fa ritorno in prestito ai Kashima Antlers, fino al termine della stagione. Il 14 giugno successivo riesce ad esordire in J1 League, disputando l'incontro vinto per 2-0 contro il Cerezo Osaka. L'11 gennaio 2020 passa a titolo definitivo proprio al Cerezo Osaka. Il 20 dicembre 2021 viene ufficializzato il suo trasferimento allo Yokohama F·Marinos, in vista della stagione 2022.

## Statistiche

### Presenze e reti nei club
Statistiche aggiornate al 24 dicembre 2022.
| Stagione               | Squadra                | Campionato             | Campionato | Campionato | Coppe nazionali | Coppe nazionali | Coppe nazionali | Coppe continentali | Coppe continentali | Coppe continentali | Altre coppe | Altre coppe | Altre coppe | Totale | Totale |
| Stagione               | Squadra                | Comp                   | Pres       | Reti       | Comp            | Pres            | Reti            | Comp               | Pres               | Reti               | Comp        | Pres        | Reti        | Pres   | Reti   |
| ---------------------- | ---------------------- | ---------------------- | ---------- | ---------- | --------------- | --------------- | --------------- | ------------------ | ------------------ | ------------------ | ----------- | ----------- | ----------- | ------ | ------ |
| apr.-dic. 2016         | Kashima Antlers        | J1                     | 0          | 0          | CG+CdL          | 0+1             | 0               |                    | -                  | -                  |             | -           | -           | 1      | 0      |
| mar.-dic. 2019         | Kashima Antlers        | J1                     | 14         | 1          | CG+CdL          | 3+4             | 0               | ACL                | 0                  | 0                  |             | -           | -           | 6      | 0      |
| Totale Kashima Antlers | Totale Kashima Antlers | Totale Kashima Antlers | 14         | 1          |                 | 8               | 0               |                    | 0                  | 0                  |             | -           | -           | 22     | 1      |
| 2020                   | Cerezo Osaka           | J1                     | 4          | 0          | CG+CdL          | 0+1             | 0               |                    | -                  | -                  |             | -           | -           | 5      | 0      |
| 2021                   | Cerezo Osaka           | J1                     | 5          | 0          | CG+CdL          | 1+1             | 0               | ACL                | 2                  | 0                  |             | -           | -           | 9      | 0      |
| Totale Cerezo Osaka    | Totale Cerezo Osaka    | Totale Cerezo Osaka    | 9          | 0          |                 | 3               | 0               |                    | 2                  | 0                  |             | -           | -           | 14     | 0      |
| 2022                   | Yokohama F·Marinos     | J1                     | 8          | 1          | CG+CdL          | 2+2             | 1+0             | ACL                | 2                  | 0                  |             | -           | -           | 14     | 2      |
| Totale carriera        | Totale carriera        | Totale carriera        | 31         | 2          |                 | 15              | 1               |                    | 4                  | 0                  |             | -           | -           | 50     | 3      |

## Palmarès

### Club

#### Competizioni nazionali
- Campionato giapponese: 1

Yokohama F·Marinos: 2022
- Supercoppa del Giappone: 1

Yokohama F·Marinos: 2023

### Nazionale
- Universiade: 1

2017